# Wayna Bus
Wayna Bus, llamado inicialmente Bus Sariri, llamado actualmente Bus Municipal es un proyecto de transporte masivo encarado por el Gobierno Central y participación del municipio de El Alto, para resolver un serio problema de acceso al transporte de parte de los habitantes de la ciudad.
El 15 de septiembre de 2014 llegó el primer prototipo de una flota de 60 buses.
El 15 de diciembre de 2014, se presentó oficialmente la flota de 60 buses a los habitantes de El Alto, con una caravana a lo largo de la ciudad, anunciado su puesta en marcha para los primeros días de enero de 2015.

En 2020 el servicio fue descontinuado, usándose en campañas de vacunación o transporte turístico ocasional las pocas unidades en funcionamiento. El daño económico causado aún no se investiga por razones políticas, la corrupción en Bolivia rara vez llega a tribunales si están afectados gobernantes, el sistema jurídico no hace su trabajo.
En septiembre de 2023, el servicio se reactivó en la gestión de Eva Copa, pero con el cambio de nombre a Bus Municipal, pero con menos buses y rutas.

## Antecedentes

### Diseño
En los inicios del proyecto, los bosquejos y animaciones presentaban a los buses con un diseño en colores anaranjados a rojizos, sin embargo causó sorpresa el repentino cambio por patrones azules y blancos con vidrios oscuros, el día de la presentación del prototipo, 15 de septiembre de 2014, tres días después de las elecciones presidenciales, los colores implementados en el diseño del bus eran muy similares a los usados por el Movimiento al Socialismo partido del entonces alcalde Patana.
El cambio de diseño, según el Alcalde Edgar Patana, se debió a que al ser un bus diseñado para la altura, este tiene los colores del cielo.

## Primer inicio de operaciones

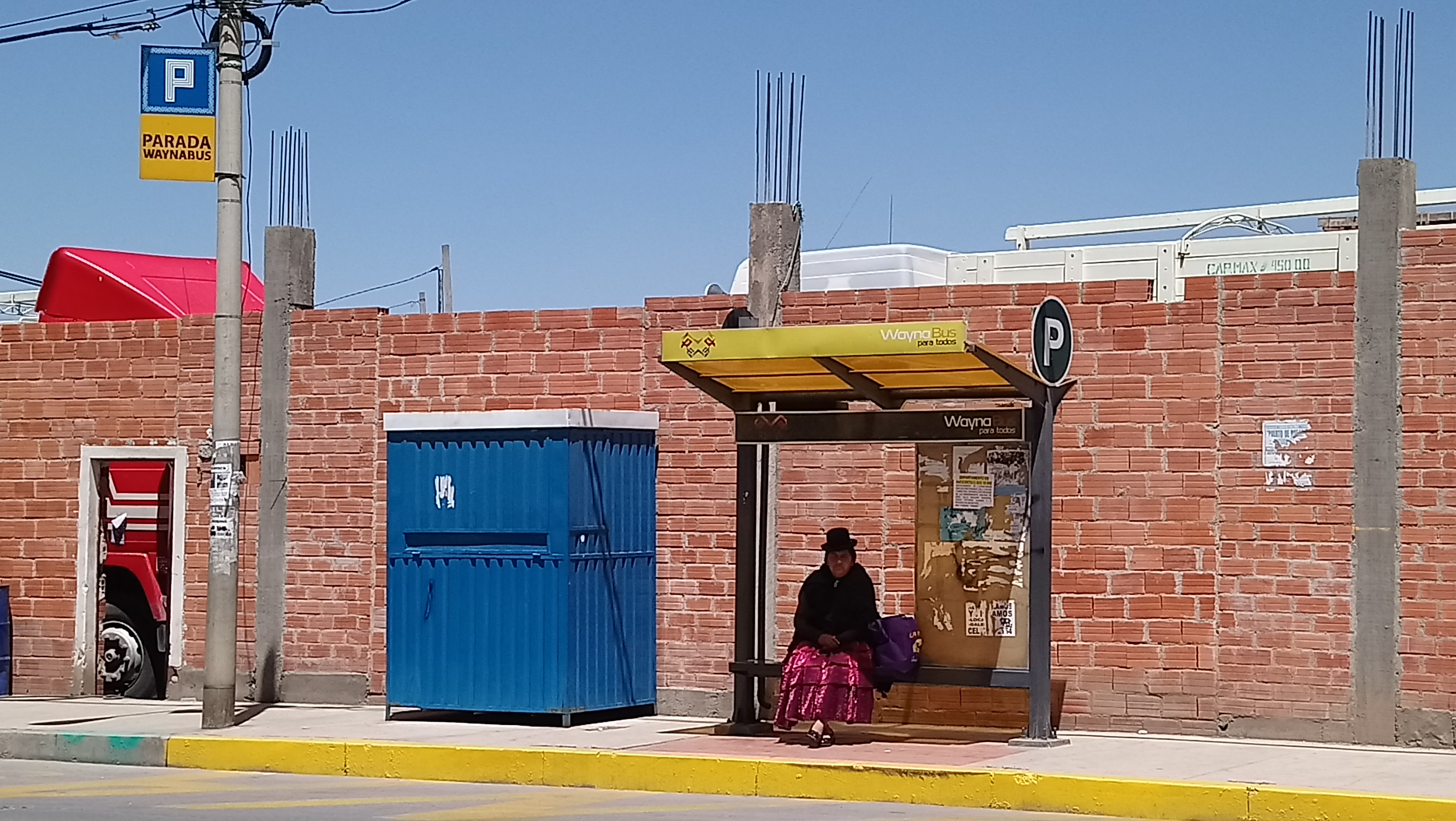
Parada de Wayna Bus en la Zona Nuevos Horizontes III.

Desde el 3 de marzo de 2015, después de un periodo de modificaciones en el proyecto original, comienzan las operaciones comerciales del Sariri, con dos rutas: Maya y Paya , uno y dos en aimara.

### Tarifas
Para su funcionamiento durante marzo de 2015 se establecieron las siguientes tarifas:
General: Bs 1 Bs. Tramo corto y Bs 1,50 Mayor a ocho kilómetros
Colegiales y universitarios: Bs 0,50 
Tercera Edad: Bs 0,70 
Personas con capacidades diferentes: Bs 0,70 
Estas tarifas son las que se aplican a los buses tradicionales y estarán vigentes hasta que se el sistema cuente con una escala tarifaria propia.

## Rutas iniciales

### Maya
Partía del Distrito 7 en el sector de San Roque, avanza por la Avenida Juan Pablo II, pasa por los distritos 14, 5 y 6 hasta llegar a la terminal de la Línea Roja de Mi Teleférico, en la zona 16 de Julio.

### Paya
Partía del Puente Vela en el Distrito 8, recorriendo  la avenida 6 de Marzo hasta llegar a la avenida Arica, luego cruza por la avenida Cívica, pasando por el Obelisco y concluye en la Línea Amarilla de Mi teleférico.

## Problemas e insostenibilidad
A no más de cuatro meses de funcionamiento, la flota de buses presentó los siguientes problemas: Daños por choques y pedradas, cambio total de las rutas, tarifa que solo cubre el 50 % del costo del combustible, problemas en los motores causados por diésel de mala calidad y tránsito sobre rutas de tierra.
Estas observaciones causaron inquietud entre la población de la ciudad de El Alto.

## Relanzamiento del proyecto
Con la pérdida de la Alcaldía de El Alto por parte del Movimiento al Socialismo (MAS), la nueva administración a cargo de Soledad Chapetón, del partido Unidad Nacional, del empresario Samuel Doria Medina, anunció una seria evaluación y reingeniería de todo el proyecto. A un año no se publicó ningún informe. 
Las principales falencias identificadas en un principio son: 
Para el funcionamiento del sistema Sariri, no se ha proyectado un presupuesto, situación que fue desmentida por el MAS.
Por ahora los buses funcionan con recursos de la Dirección correspondiente y anunció que se pedirá al Concejo Municipal la asignación de mayor presupuesto.
El cobro de los pasajes se hace manualmente y con boletos.
Se detectó fraude en las recaudaciones, según declaraciones de Soledad Chapetón, pero que hasta el día de hoy no encontró pruebas, ni abrió procesos, ni envió procesos a la fiscalía de distrito.
La nueva administración anunció el cambio de nombre ya que el Banco Unión ya había registrado el nombre de Sariri para sus agencias móviles.

### Ruta operativa
A partir de 2019 el Wayna Bus empezó a operar exclusivamente la ruta Circular.